# 12月19日
12月19日是公历一年中的第353天（闰年第354天），离全年结束还有12天。

## 大事记

### 20世紀以前
- 1154年：亨利二世在倫敦西敏寺加冕成為英格蘭國王，開創中世紀實力最強大的金雀花王朝。
- 1280年：元朝颁行天文学家郭守敬的《授時曆》。
- 1562年：法国第一次宗教战争中，天主教军队于德勒战役击败胡格諾派部队。
- 1793年：法国陆军在经过两个多月的围城，成功攻陷土伦港，拿破仑·波拿巴在此战后升为准将。
- 1843年：英國作家查爾斯·狄更斯創作的中篇小說首次出版，並隨即引起轟動。

### 20世紀
- 1912年：荣氏兄弟创立福新面粉公司。
- 1920年：希腊国王亚历山大一世去世之后，其父康斯坦丁一世通过公民投票再次復位为希腊国王。
- 1932年：英國廣播公司國際頻道成立。
- 1941年：希特勒解除布劳希奇元帅军衔，由自己担任陸軍總司令部。
- 1941年：自16日日軍登錄英屬汶萊的3天後，日本海軍於本日宣佈對砂拉越王國的首都與軍事重鎮——古晉與詩巫展開轟炸行動。本日也是“英屬南砂拉越轟炸”的開端。
- 1946年：法国向越南民主共和国宣战，法越战争爆发。
- 1955年：中国中医研究院成立。
- 1961年：葡屬印度领地达曼-第乌并入印度。
- 1961年：聯合國世界糧食計劃署成立。
- 1966年：《外层空间条约》在联合国通过。
- 1972年：美國國家航空暨太空總署的阿波羅17號指揮艙成功返回地球，阿波羅計劃宣告結束。
- 1983年：頒發給國際足總世界盃冠軍的雷米金盃在巴西足球協會辦公室被盜。
- 1984年：中国和英国政府在北京签署《中英聯合聲明》，确定英国于1997年7月1日将香港主权歸還中华人民共和国。
- 1984年：美国正式退出联合国教科文组织。
- 1984年：中國首次中子弹原理实验获得成功。
- 1985年：中国人民解放军国防大学建立。
- 1986年：苏联领导人戈尔巴乔夫取消针对安德烈·萨哈罗夫与其妻子的流放令。
- 1988年：印度总理拉吉夫·甘地访问中国。
- 1990年：中國上海证券交易所正式開業。
- 1991年：中國第一條跨海大橋廈門大橋正式通車。
- 1997年：新加坡勝安航空185號班機在印尼墜毀，全機104人罹難。
- 1997年：加拿大導演詹姆斯·卡麥隆執導的《鐵達尼號》首映，最終全球總票房收入達18億美元。
- 1998年：美國眾議院以涉嫌於陸文斯基醜聞中妨礙司法公正及偽證為由，通過彈劾總統比爾·柯林頓。
- 1999年：香港天文台首次發出寒冷天氣警告。

### 21世紀
- 2006年：香港樹仁學院獲香港特別行政區政府承認，升格為大學，更名為「香港樹仁大學」，成為香港首間私立大學。
- 2007年：2007年大韓民國總統選舉，李明博当选韩国第十七届总统。
- 2011年：大邱中学生自杀事件发生。
- 2013年：歐洲太空總署發射蓋亞太空船，目的是要建構有史以來最大、最精確的星表。
- 2016年：俄羅斯駐土耳其大使安德烈·根纳季耶维奇·卡尔洛夫在土耳其首都安卡拉演講時遭到暗殺，享年62歲。
- 2019年：委內瑞拉一架小型民用飛機在加拉加斯的米蘭達州墜毀，造成9人死亡。[1]

## 出生
- 1683年：，西班牙波旁王朝第一位國王（1746年逝世）
- 1778年：瑪麗-泰蕾茲，法國長公主（1851年逝世）
- 1817年：詹姆斯·J·阿彻，美國陸軍准將（1864年逝世）
- 1817年：夏爾·當克拉，法國小提琴家、作曲家、教師（1907年逝世）
- 1819年：詹姆斯·斯普里格斯·佩恩，美裔賴比瑞亞政治人物，第4、8任賴比瑞亞總統（1882年逝世）
- 1830年：榊原鍵吉，日本劍術家（1894年逝世）
- 1840年：德威特·韋伯，美國醫生、政治家、博物學家（1917年逝世）
- 1845年：亨利·約瑟夫·阿納斯塔斯·佩羅坦，法國天文學家（1904年逝世）
- 1852年：阿爾伯特·邁克耳孫，波蘭裔美國物理學家，1907年諾貝爾物理學獎得主（1931年逝世）
- 1861年：伊塔洛·斯韋沃，意大利猶太商人兼小說家（1928年逝世）
- 1888年：弗里兹·萊納，美國籍匈牙利指揮家（1963年逝世）
- 1889年：速水和彥，日本鐵道工程師（1949年逝世）
- 1898年：郑振铎，中國作家、文学史家（1958年逝世）
- 1899年：安·畢肖普，英國生物學家（1990年逝世）
- 1902年：潘木枝，臺灣醫師、政治人物，二二八事件受難者（1947年逝世）
- 1903年：喬治·斯内爾，美國遺傳學家，免疫遺傳學奠基人，1980年諾貝爾生理學或醫學獎得主（1996年逝世）
- 1906年：列昂尼德·勃列日涅夫，蘇聯政治人物，曾任蘇聯共產黨中央委員會總書記（1982年逝世）
- 1910年：，法國當代小說家、劇作家、詩人、評論家、社會活動家（1986年逝世）
- 1915年：艾迪特·皮雅芙，法國歌手、作曲家、演員（1963年逝世）
- 1916年：伊丽莎白·诺艾尔-诺依曼，德國政治學家，學說沉默的螺旋學說（2010年逝世）
- 1916年：彭福，英國陸軍少將，香港賽馬會首任總經理（2015年逝世）
- 1924年：西西莉·泰森，美國女演員、模特兒（2021年逝世）
- 1926年：王文娟，中國越劇演員（2021年逝世）
- 1930年：彼得·巴克，美國物理學家、餐飲家、慈善家，連鎖快餐品牌SUBWAY的聯合創始人（2021年逝世）
- 1934年：普拉蒂巴·帕蒂爾，印度律師、政治人物，第12任印度總統
- 1935年：西室泰三，日本企業家（2017年逝世）
- 1936年：亞伯拉罕·B·約書亞，以色列小說家、散文家、劇作家（2022年逝世）
- 1941年：李明博，韓國政治人物，第17任韓國總統
- 1942年：米蘭·米盧蒂諾維奇，塞爾維亞政治人物，前任塞爾維亞總統（2023年逝世）
- 1944年：米切爾·費根鮑姆，美國數學物理學家，混沌理论先驅（2019年逝世）
- 1944年：，肯亞古人類學家、保育運動政治家（2022年逝世）
- 1954年：麥洁文，香港女歌手、演員
- 1955年：黃大城，台灣歌手（2008年逝世）
- 1955年：羅伯·波特曼，美國律師、政治人物，現任參議院議員
- 1957年：結城正美，日本漫畫家
- 1957年：小杉十郎太，日本男性聲優
- 1957年：大友哲，日本業餘天文學家
- 1957年：凱文·麥克海爾，美國NBA前職業籃球運動員、教練
- 1958年：孫翠鳳，台灣藝人
- 1959年：李子雄，香港男演員
- 1960年：孫家裕，臺灣漫畫家
- 1960年：梅津泰臣，日本动画導演
- 1961年：埃里克·康奈爾，美國物理學家，2001年諾貝爾物理學獎得主
- 1963年：薛其坤，中國材料物理學家
- 1963年：洪松蔭，香港首席單車運動員
- 1963年：窪岡俊之，日本動畫師、動畫演出家、人物設計師
- 1963年：珍妮佛·貝爾，美國演員
- 1963年：蒂爾·施威格，德國演員、導演、製片人
- 1964年：阿維達斯·萨博尼斯，退役立陶宛籃球員
- 1964年：張涵予，中國演員
- 1965年：孫鵬，台灣演員
- 1967年：林文龍，香港演員
- 1967年：克里斯·安吉爾，美國幻術師、音樂家、催眠師、特技演員
- 1967年：李羅，台灣演員
- 1968年：克里斯蒂娜·基尼利，澳大利亞政治人物
- 1969年：理查德·哈蒙德，英國主持人、作家和記者
- 1970年：谷川流，日本輕小說家
- 1971年：江俊翰，台灣演員
- 1972年：艾莉莎·米蘭诺，美國演員、歌手和製作人
- 1973年：反町隆史，日本藝人
- 1974年：亞斯米拉·日巴尼奇，波黑电影女导演
- 1975年：布蘭登·山德森，美國小說家
- 1976年：紀茹璟，又名紀焱焱，中國、香港女歌手與作曲家
- 1977年：喬治·賈巴尤萨，西班牙職業籃球運動員
- 1980年：，美國電影演員
- 1981年：李珞晴，台灣女演員
- 1982年：莊冬昕，香港男歌手、作曲、編曲、監製
- 1982年：莫里斯·威廉姆斯，美國職業籃球運動員
- 1983年：姬蓮·朗德，美國模特兒
- 1984年：陳一冰，中國男子競技體操運動員
- 1984年：裴蓓，中國模特兒
- 1984年：姬蒂·懷特，美國模特兒
- 1984年：伊恩·甘迺迪，美國職棒投手
- 1985年：李忠成，日本職業足球運動員
- 1985年：女暴君，英國饒舌歌手、作曲家、作詞人
- 1985年：加利·卡希爾，英格蘭足球運動員
- 1985年：尼爾·基爾堅尼，澳洲足球運動員
- 1986年：瑞恩·巴貝爾，荷蘭足球運動員
- 1986年：小春，台灣饒舌歌手、團體頑童MJ116成員
- 1987年：清水彩香，日本女性聲優
- 1987年：卡里姆·本澤馬，阿爾及利亞裔法國足球運動員
- 1988年：阿萊克西斯·桑切斯，智利足球運動員
- 1988年：滨田崇裕，日本男子偶像團體Johnny's WEST成員
- 1989年：邁克·D·安吉洛，泰國男演員
- 1989年：龍俊亨，韓國男子偶像團體BEAST成員
- 1991年：馮提莫，中國女歌手
- 1991年：盧冬，中國女子殘疾人游泳運動員
- 1991年：上坂堇，日本女性聲優、藝人、歌手
- 1991年：迪克兰·加尔布雷思，英國男歌手
- 1992年：伊克爾·穆尼亞因，西班牙足球運動員
- 1993年：董子健，中國演員
- 1993年：張寶欣，香港女演員
- 1993年：乙愛麗絲，日本AV女優
- 1993年：阿里·阿德南，埃及足球運動員
- 1993年：姜永晛，韓國男子偶像樂團DAY6成員
- 1997年：李艾薇，馬來西亞女歌手
- 1997年：菲卡約·托莫里，英格蘭足球運動員
- 1997年：加布里埃爾·馬加良斯，巴西足球運動員
- 2000年：河合優實，日本女演員
- 2001年：馬克·倫納德，蘇格蘭職業足球運動員
- 2002年：王家晴，香港女藝人
- 2002年：石井萌萌果，日本女演員
- 2002年：許美美，韓國女子柔道運動員
- 2004年：方晙赫，韓國男子偶像團體MCND成員
- 生年不詳：首藤志奈，日本女性聲優

## 逝世
- 1741年：维他斯·白令，丹麦-俄罗斯探险家（1681年出生）
- 1848年：艾米莉·勃朗特，英国小说家（1818年出生）
- 1851年：約瑟夫·瑪羅德·威廉·特納，英國浪漫主義風景畫家，水彩畫家和版畫家（1775年出生）
- 1895年：任伯年，中國近代画家（1840年出生）
- 1915年：愛羅斯·阿茲海默，德國精神病學家，首先發表了老年痴呆症的病例（1864年出生）
- 1932年：尹奉吉，韓國獨立運動家（1908年出生）
- 1941年：羅遜，加拿大軍官，於香港保衛戰戰死（1887年出生）
- 1941年：約翰·羅伯特·奧士本，加拿大軍人，於香港保衛戰戰死（1899年出生）
- 1946年：保羅·朗之萬，法国科学家（1872年出生）
- 1948年：阿米爾·謝里夫丁，印尼政治人物，第2任印尼總理（1907年出生）
- 1953年：羅伯特·密立根，美國物理學家，1923年諾貝爾物理學獎得主（1868年出生）
- 1959年：夏慤，英國皇家海軍將領，香港軍政府首長（1892年出生）
- 1972年：艾哈邁德·額敏·亞爾曼，土耳其記者、作家（1888年出生）
- 1988年：高士其，中國生物學家、化學家、科普作家、詩人、教育家（1905年出生）
- 1993年：華萊士·班奈特，美國商人、政治人物，曾任猶他州聯邦參議員（1898年出生）
- 1997年：井深大，日本企业家、教育家，索尼公司共同創辦人（1908年出生）
- 1998年：錢鍾書，中國学者、作家（1910年出生）
- 2001年：黎雄才，中國嶺南国画大师（1910年出生）
- 2012年：中澤啟治，日本漫畫家（1939年出生）
- 2016年：安德烈·根納季耶維奇·卡爾洛夫，俄羅斯外交官（1954年出生）
- 2017年：姚志丽，越南裔美国演员（1971年出生）
- 2021年：羅伯特·格拉布，美國化學家，2005年諾貝爾化學獎得主（1942年出生）
- 2021年：強尼·艾薩克森，美國政治人物，曾任喬治亞州聯邦參議員、喬治亞州聯邦眾議員（1944年出生）
- 2021年：卡洛斯·馬林，西班牙男中音歌手（1968年出生）
- 2023年：江平，中國民法學者（1930年出生）
- 2024年：謝芳，中國女演員（1935年出生）

## 节假日和习俗
- 國際南南合作日（2004年－2012年）
- 東方基督教：聖尼古拉節
- 印度果阿邦：解放日